# Mindre sporrgök
Mindre sporrgök (Centropus bengalensis) är en syd- och sydostasiatisk fågel i familjen gökar inom ordningen gökfåglar.

## Kännetecken

### Utseende
Mindre sporrgök är mycket lik orientsporrgök med svart huvud, undersida och stjärt samt rödbrun ovansida. Denna art är som namnet avslöjar dock mindre (33-38 cm jämfört med 47-56 cm), med mattare kastanjebruna vingar och undre vingtäckare samt brunare tertialer och handpennespetsar. Ofta syns även beigefärgad streckning på skapularer och vingtäckare. Utanför häckningstid har den dessutom en särskild dräkt, tydligt beigestreckad på huvud och kropp med svart stjärt. Ungfågeln är bandad på stjärt och vingar.

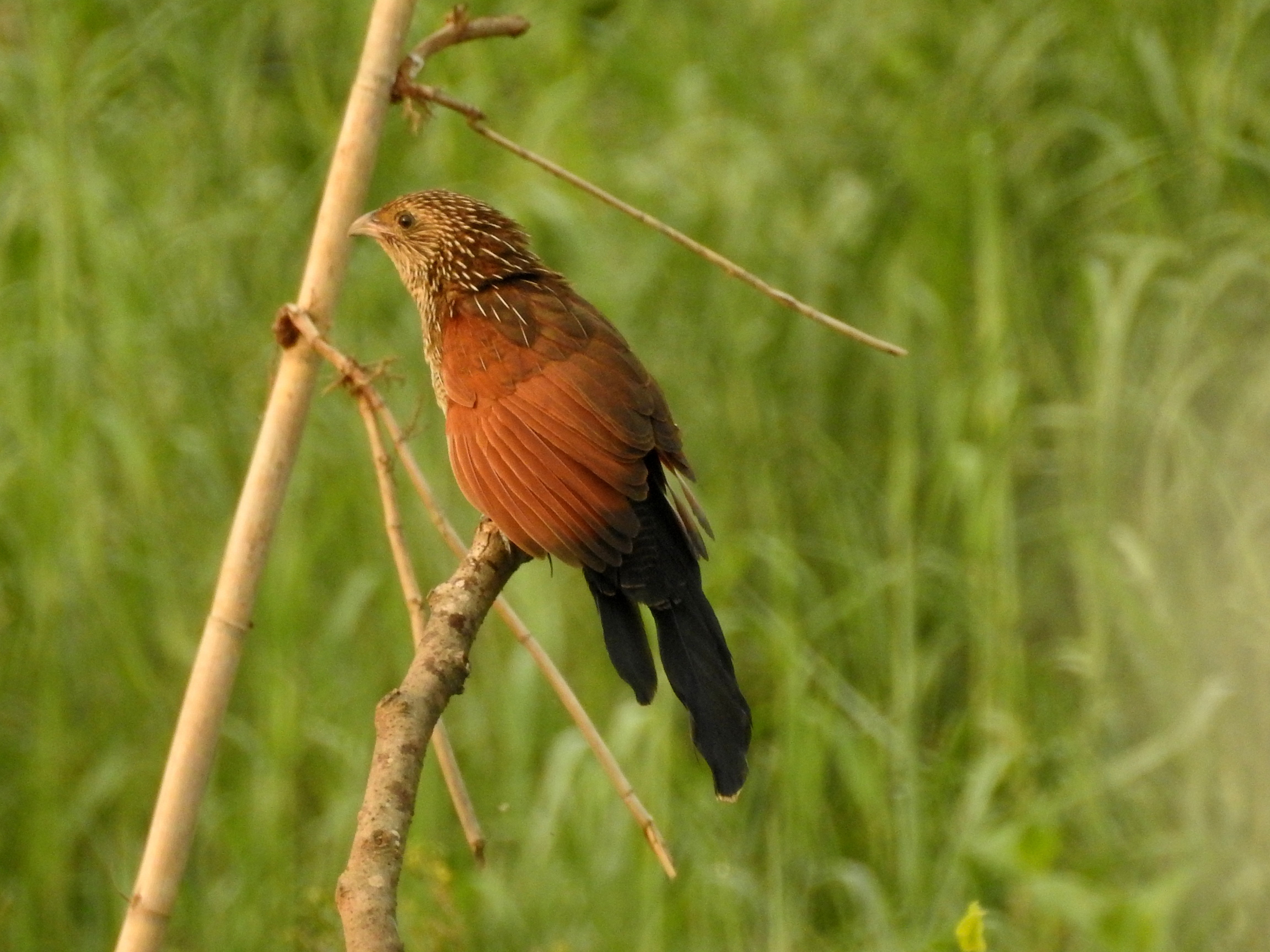
Mindre sporrgök utanför häckningstid.

### Läte
Revirlätet består av tre till fem ihåliga, muntra toner, kortare än orientsporrgök, följt av två till fem staccatofraser, i engelsk litteratur återgivet som "huup huup huup-uup tokalok-tokalok". Även en serie metalliska kluckande läten hörs.

## Utbredning och systematik
Mindre sporrgök delas in i fem underarter med följande utbredning:
- Centropus bengalensis bengalensis – Indien och Nepal till Bangladesh, Myanmar och Indokina
- Centropus bengalensis lignator – södra och sydöstra Kina, Hainan och Taiwan
- Centropus bengalensis javanensis – Malaysia, Sumatra, Java, Borneo, Palawan och Filippinerna
- Centropus bengalensis sarasinorum – Sulawesi och på Små Sundaöarna
- Centropus bengalensis medius – Moluckerna (Indonesien)

Ofta urskiljs även underarten philippensis med utbredning i Filippinerna förutom Palawan. Den har tillfälligt påträffats i Sri Lanka samt i Japan.
Arten är närmast släkt med afrikansk sporrgök (Centropus grillii) och filippinsporrgök (Centropus viridis).

## Levnadssätt
Mindre sporrgök påträffas i gräs-, busk- och våtmarker upp till 1830 meters höjd. Den lever mestadels ett tillbakadraget liv, men sätter sig ofta i högt gräs eller i en busktopp för att sola sig. Födan består av insekter som gräshoppor, bönsyrsor, skalbaggar och håriga fjärilslarver, men även spindlar och ödlor. Fågeln har en utbredd häckningstid mellan december och oktober som varierar regionalt, exempelvis maj-september i Indien och december till juli på Malackahalvön. Den lägger två till fyra vita ägg i ett bo som placeras i en tät buske eller högt gräs, upp till 1,5 meter ovan mark.

## Status och hot
Arten har ett stort utbredningsområde och en stor population, och tros öka i antal. Utifrån dessa kriterier kategoriserar internationella naturvårdsunionen IUCN arten som livskraftig (LC).